# CJ ENM 소속 방송 제작 인력 목록
다음은 CJ ENM에 소속되어있거나, 소속된 적이 있는 저명한 방송 제작 인력의 목록이다.

## 현행 프로듀서

### E&M
- 김경수 - CJ ENM E&M 부문 CP/前 Olive TV 프로듀서
- 김종훈 - CJ ENM E&M 부문 프로듀서
- 김범석 - CJ ENM E&M 부문 프로듀서
- 김형오 - CJ ENM E&M 부문 프로듀서
- 김한규 - CJ ENM E&M 부문 프로듀서
- 류미림 - CJ ENM E&M 부문 프로듀서/tvN SPORTS 프로듀서/前 JTBC SPORTS 프로듀서/前 SOPTV 프로듀서
- 민지윤 - CJ ENM E&M 부문 프로듀서
- 박대운 - CJ ENM E&M 부문 프로듀서
- 박주미 - CJ ENM E&M 부문 프로듀서
- 박수원 - CJ ENM E&M 부문 프로듀서
- 옥지성 - CJ ENM E&M 부문 프로듀서
- 양정우 - CJ ENM E&M 부문 프로듀서
- 양슬기 - CJ ENM E&M 부문 프로듀서
- 엄진석 - CJ ENM E&M 부문 프로듀서
- 이근찬 - CJ ENM E&M 부문 프로듀서
- 이승훈 - CJ ENM E&M 부문 드라마국 프로듀서
- 이진용 - CJ ENM E&M 부문 프로듀서
- 이용수 - CJ ENM E&M 부문 프로듀서
- 임재현 - CJ ENM E&M 부문 프로듀서
- 석정호 - CJ ENM E&M 부문 프로듀서/前 Olive 프로듀서/前 tvN 프로듀서/前 XTM 프로듀서/前 On Style 프로듀서
- 신소영 - CJ ENM E&M 부문 프로듀서/前 Olive 프로듀서/前 On Style 프로듀서
- 신치호 - CJ ENM E&M 부문 프로듀서/tvN SPORTS 프로듀서
- 정현남 - CJ ENM E&M 부문 프로듀서
- 정병일 - CJ ENM E&M 부문 프로듀서
- 최영락 - CJ ENM E&M 부문 프로듀서
- 최순용 - CJ ENM E&M 부문 프로듀서
- 최성윤 - CJ ENM E&M 부문 프로듀서

### tvN
- 곽보람 - CJ ENM E&M 부문 tvN 프로듀서
- 김성욱 - CJ ENM E&M 부문 tvN 프로듀서
- 김계영 - CJ ENM E&M 부문 tvN 프로듀서
- 김무진 - CJ ENM E&M 부문 tvN 프로듀서
- 김민경 - CJ ENM E&M 부문 tvN 프로듀서
- 김병수 - CJ ENM E&M 부문 tvN 프로듀서
- 김혜림 - CJ ENM E&M 부문 tvN 프로듀서
- 박종훈 - CJ ENM E&M 부문 tvN 프로듀서/前 Comedy TV 프로듀서
- 박희연 - CJ ENM E&M 부문 tvN 프로듀서
- 박현주 - CJ ENM E&M 부문 tvN 프로듀서
- 오   청 - CJ ENM E&M 부문 tvN 프로듀서
- 옥지성 - CJ ENM E&M 부문 tvN 프로듀서 / CJ ENM E&M 부문 tvN 기획제작CP
- 이슬기 - CJ ENM E&M 부문 tvN 프로듀서
- 이우형 - CJ ENM E&M 부문 tvN 프로듀서
- 이원형 - CJ ENM E&M 부문 tvN 책임프로듀서/前 Olive 프로듀서/前 Story on 프로듀서
- 서용석 - CJ ENM E&M 부문 tvN 프로듀서
- 신찬양 - CJ ENM E&M 부문 tvN 프로듀서
- 정무원 - CJ ENM E&M 부문 tvN 프로듀서

### Mnet
- 김현수 - CJ ENM 글로벌)사우디사업추진TF장/前 CJ ENM 음악)컨벤션라이브사업부장/前 CJ ENM 음악콘텐츠본부장/前 CJ ENM 음악)컨벤션라이브사업부장/前 CJ ENM 음악)컨벤션사업국장/前 엠넷미디어/前 CJ미디어 제작PD
- 신형관 - CJ ENM 음악콘텐츠사업본부장 兼 CJ ENM 음악)음악1Studio장/前 CJ ENM 음악)글로벌뮤직스튜디오장/前 CJ ENM 미디어)Global Music TF장/前 CJ LiveCity 대표이사/前 CJ E&M 부문 음악사업 M프로젝트 TF 부사장/前 CJ ENM 음악콘텐츠본부장(부사장 대우)/前 Mnet 상무/前 CJ ENM 엠넷콘텐츠부문장/前 Mnet 제작총괄국 국장/前 tvN 제작국 국장/前 tvN 프로듀서/前 마이엠넷 편성담당팀 팀장/前 Mnet 제작팀 팀장/前 Mnet 프로듀서/前 동아TV 프로듀서
- 박찬욱 - CJ ENM 음악)컨벤션사업부장/前 CJ ENM 음악)Mnet사업부장/前 CJ ENM E&M 부문 Mnet 프로듀서/前 MBC MUSIC 프로듀서/前 MBC플러스미디어 프로듀서/前 Mnet 프로듀서
- 이한형 - CJ ENM E&M 부문 Mnet CP/前 CJ ENM E&M 부문 Mnet 프로듀서/前 SBS MTV 프로듀서
- 김기웅 - CJ ENM E&M 부문 Mnet 제작팀 팀장/Mnet 프로듀서
- 김동일 - CJ ENM E&M 부문 Mnet 프로듀서
- 김태은 - CJ ENM E&M 부문 Mnet 프로듀서/前 KMTV 프로듀서
- 김신영 - CJ ENM E&M 부문 Mnet 프로듀서
- 김혜영 - CJ ENM E&M 부문 Mnet 편성책임 프로듀서/前 StoryOn 프로듀서
- 마두식 - CJ ENM E&M 부문 Mnet 프로듀서
- 송경혁 - CJ ENM E&M 부문 Mnet 프로듀서
- 안준영 - CJ ENM E&M 부문 Mnet 프로듀서
- 이선영 - CJ ENM E&M 부문 Mnet 프로듀서/前 CJ ENM 프로듀서
- 이영주 - CJ ENM E&M 부문 Mnet 프로듀서
- 임태홍 - CJ ENM E&M 부문 Mnet 프로듀서/前 SBS MTV 프로듀서
- 전지현 - CJ ENM E&M 부문 Mnet 프로듀서
- 정민석 - CJ ENM E&M 부문 Mnet 프로듀서
- 최정남 - CJ ENM E&M 부문 Mnet 프로듀서
- 최효진 - CJ ENM E&M 부문 Mnet 프로듀서

### 투니버스
- 석종서 - 스튜디오 바주카 국장/CJ ENM E&M 부문 투니버스 프로듀서/前 애니메이션 사업본부 제작국장
- 강헌주 - CJ ENM E&M 부문 투니버스 프로듀서
- 고은주 - CJ ENM E&M 부문 투니버스 프로듀서
- 김의진 - CJ ENM E&M 부문 투니버스 프로듀서
- 김종민 - CJ ENM E&M 부문 투니버스 프로듀서
- 김진아 - CJ ENM E&M 부문 투니버스 프로듀서
- 김영욱 - CJ ENM E&M 부문 투니버스 프로듀서
- 김이경 - CJ ENM E&M 부문 투니버스 프로듀서
- 배준후 - CJ ENM E&M 부문 투니버스 프로듀서
- 신길주 - CJ ENM E&M 부문 투니버스 프로듀서/CJ ENM 프로듀서
- 정송이 - CJ ENM E&M 부문 투니버스 프로듀서
- 최우석 - CJ ENM E&M 부문 투니버스 프로듀서/CJ ENM 프로듀서

### Digital Studio
- 남동윤 - CJ ENM E&M 부문 음악 디지털스튜디오 프로듀서
- 김민수 - 사피엔스 스튜디오 프로듀서/CJ ENM E&M 부문 프로듀서
- 정민식 - 사피엔스 스튜디오 프로듀서/CJ ENM E&M 부문 프로듀서

### KBS 출신 PD
- 박성재 - CJ ENM Non-Scripted) 예능제작1사업부장 兼 CJ ENM Non-Scripted) 기획제작1CP장/前 CJ ENM 예능교양) 예능제작1사업부장/前 CJ ENM 미디어) 기획제작1CP장(상무)/前 CJ ENM 콘텐츠제작) 기획제작1CP장/前 tvN 프로듀서/前 KBS TV제작본부 프로듀서
- 이지윤 - CJ ENM E&M 부문 프로듀서/前 KBS 창원방송총국
- 유학찬 - CJ ENM E&M 부문 프로듀서/前 KBS 예능본부 PD
- 유호진 - CJ ENM E&M 부문 프로듀서/前 몬스터유니온 프로듀서/前 KBS 드라마본부 프로듀서
- 정민식 - CJ ENM E&M 부문 프로듀서/前 KBS 예능본부 프로듀서/前 MBC 예능본부 프로듀서
- 정우석 - CJ ENM 방송사업부분 프로듀서/前 KBS 시사교양본부 취재 프로듀서
- 방글이 - CJ ENM E&M 부문 프로듀서/前 KBS 예능본부 PD

### MBC 출신 PD
- 강궁 - CJ ENM E&M 부문 tvN 프로듀서/前 남색화염오락문화유한공사 프로듀서/前 MBC 예능본부 프로듀서
- 김유곤 - CJ ENM 예능본부장/前 CJ ENM E&M 부문 tvN 콘텐츠기획팀 프로듀서/前 MBC 예능본부 1CP 예능프로듀서
- 유호철 - CJ ENM E&M 부문 프로듀서/前 MBC 예능본부 프로듀서
- 이상엽 - CJ ENM E&M 부문 프로듀서/前 MBC 드라마본부 기획센터 기획보/前 MBC 드라마본부 프로듀서
- 전성호 - CJ ENM E&M 부문 tvN 콘텐츠기획팀 프로듀서/前 MBC 예능본부 프로듀서
- 조욱형 - CJ ENM E&M 부문 Mnet 프로듀서/前 MBC 예능본부 프로듀서
- 정민식 - CJ ENM E&M 부문 프로듀서/前 KBS 예능본부 프로듀서/前 MBC 예능본부 프로듀서

### SBS 출신 PD
- 남승용 - CJ ENM Non-Scripted사업본부장/前 CJ ENM 예능·교양사업본부장/前 CJ ENM 미디어)콘텐츠제작본부장(상무)/前 CJ ENM 엔터) 콘텐츠이노베이션담당 본부장/前 SBS 예능본부 부장/前 SBS 제작본부 예능1CP/前 SBS 제작본부 제작1CP/前 SBS 제작본부 제작5CP
- 박경덕 - CJ ENM E&M 부문 프로듀서/前 SBS 예능본부 프로듀서
- 박상혁 - CJ ENM tvN, OCN 총괄 담당/前 CJ ENM 미디어)채널사업부장 兼 미디어)Production Partner/前 CJ ENM 예능교양)예능제작2사업부장/前 CJ ENM 콘텐츠제작)디지털제작2CP장/前 미디어)스타일4CP장/前 CJ ENM E&M 부문 tvN 프로듀서/前 SBS 예능본부 PD/前 SBS 드라마본부 프로듀서
- 이영준 - CJ ENM E&M 부문 프로듀서/前 SBS 예능본부 프로듀서
- 정철민 - CJ ENM E&M 부문 프로듀서/前 SBS 예능본부 프로듀서

### 채널A 출신 PD
- 이원웅 - CJ ENM E&M 부문 프로듀서/前 채널A 예능본부 프로듀서

## 현행 작가
- 강전희
- 김혜민
- 명수현
- 박선주
- 박지영
- 박솔지
- 백선우
- 백선희
- 서동범
- 임수미
- 이다솜
- 이선혜
- 이애솔
- 전지현
- 정보훈
- 정고은
- 최보림
- 최지안
- 한설희

## 스튜디오 드래곤 PD
- 김기윤 - 스튜디오드래곤 프로듀서/前 CJ ENM E&M 부문 프로듀서
- 이정묵 - 스튜디오드래곤 프로듀서
- 황준혁 - 스튜디오드래곤 프로듀서/前 CJ ENM E&M부문 프로듀서/前 MBC 예능본부 프로듀서

- KBS 출신 PD
  - 백승룡 - 스튜디오드래곤 프로듀서/前 CJ ENM E&M 부문 tvN 프로듀서/前 KBS 드라마본부 프로듀서
  - 이나정 - 스튜디오드래곤 프로듀서/前 CJ ENM E&M 부문 프로듀서/前 KBS 드라마본부 프로듀서
  - 이응복 - 스튜디오드래곤 프로듀서/前 CJ ENM E&M 부문 프로듀서/前 KBS 드라마본부 프로듀서
  - 유종선 - 스튜디오드래곤 프로듀서/前 CJ ENM E&M 부문 프로듀서/前 KBS 드라마본부 PD

- MBC 출신 PD 
  - 이윤정 - 스튜디오드래곤 프로듀서/前 CJ ENM E&M 부문 프로듀서/前 MBC 드라마본부 프로듀서
  - 최병길 - 스튜디오드래곤 프로듀서/前 MBC 드라마본부 프로듀서

- SBS 출신 PD 
  - 박준화 - 스튜디오드래곤 프로듀서/前 CJ ENM E&M 부문 tvN 프로듀서/前 KBS 예능본부 프로듀서/前 SBS 예능본부 프로듀서

## 에그이즈커밍

### 임원
- 이명한 - 에그이즈커밍 대표 겸 프로듀서/前 티빙 공동대표/前 CJ ENM 미디어) IP운영본부장/前 CJ ENM 미디어) 콘텐츠본부장 겸 미디어제작사업부장/前 OtvN 본부장/前 tvN 본부장/前 tvN 제작기획총괄국장/前 CJ ENM 프로듀서/前 KBS 예능본부 프로듀서
- 고중석
- 김주한
- 김민정
- 이민환

### 작가
- 이우정
- 최재영
- 김대주
- 김송희
- 김혜린
- 이유미
- 이연경
- 김수경
- 구본경
- 이연주
- 임새별
- 이지은
- 한나연
- 김민주
- 이주은
- 최예지
- 김민정
- 김진아
- 안은빈
- 조민경

### PD
- 나영석 - 에그이즈커밍 프로듀서/前 CJ ENM E&M 부문 프로듀서/前 KBS 예능본부 차장/前 KBS 예능본부 프로듀서
- 신원호 - 에그이즈커밍 프로듀서/前 CJ ENM E&M 부문 프로듀서/前 KBS 예능본부 PD
- 신효정 - 에그이즈커밍 프로듀서/前 CJ ENM E&M 부문 프로듀서/前 SBS 예능본부 프로듀서/前 KBS 예능본부 프로듀서
- 박현용 - 에그이즈커밍 프로듀서/前 CJ ENM E&M 부문 tvN 프로듀서
- 장은정 - 에그이즈커밍 프로듀서/前 CJ ENM E&M 부문 tvN 프로듀서
- 하무성 - 에그이즈커밍 프로듀서/前 CJ ENM E&M 부문 tvN 프로듀서
- 김예슬 - 에그이즈커밍 프로듀서/前 CJ ENM E&M 부문 tvN 프로듀서
- 이영경 - 에그이즈커밍 프로듀서/前 CJ ENM E&M 부문 tvN 프로듀서
- 변수민 - 에그이즈커밍 프로듀서
- 권보경 - 에그이즈커밍 프로듀서
- 김다희 - 에그이즈커밍 프로듀서
- 김보나 - 에그이즈커밍 프로듀서
- 명지민 - 에그이즈커밍 프로듀서
- 박준영 - 에그이즈커밍 프로듀서
- 신건준 - 에그이즈커밍 프로듀서
- 백동주 - 에그이즈커밍 프로듀서
- 안영은 - 에그이즈커밍 프로듀서
- 오나연 - 에그이즈커밍 프로듀서
- 이민수 - 에그이즈커밍 프로듀서
- 심은정 - 에그이즈커밍 프로듀서
- 심창민 - 에그이즈커밍 프로듀서
- 한유진 - 에그이즈커밍 프로듀서
- 이재서 - 에그이즈커밍 프로듀서
- 박지은 - 에그이즈커밍 프로듀서
- 이경민 - 에그이즈커밍 프로듀서
- 천지인 - 에그이즈커밍 프로듀서

## 퇴사 및 이직

### JTBC
- 김민석 - JTBC 프로듀서/前 CJ ENM E&M 부문 프로듀서/前 KBS 드라마본부 프로듀서
- 김형중 - JTBC 예능제작사업본부 특임PD/前 JTBC 제작3국 2CP/前 JTBC 제작2국 프로듀서/前 Mnet 프로듀서
- 민철기 - JTBC 예능제작사업본부 CP/前 CJ ENM E&M 부문 프로듀서/前 MBC 예능본부 프로듀서
- 박근형 - JTBC 프로듀서/前 CJ ENM E&M 부문 프로듀서
- 손창우 - JTBC 프로듀서/前 CJ ENM E&M 부문 tvN 프로듀서/前 MBC 예능본부 프로듀서
- 이진주 - JTBC 프로듀서/前 CJ ENM E&M 부문 프로듀서

### TV조선
- 조상범 - TV조선 프로듀서/前 CJ ENM 프로듀서
- 정유신 - TV조선 프로듀서/前 CJ ENM 프로듀서

### 엔터테인먼트
- 곽정환 - 롯데컬처웍스 드라마사업부문장/前 스튜디오 앤 뉴 프로듀서/前 CJ E&M 프로듀서/前 KBS 드라마 제작국 프로듀서

- 권해봄 - 카카오M 프로듀서/前 MBC 예능국 PD/前 tvN 프로듀서
- 김원석 - 바람픽쳐스 프로듀서/前 스튜디오드래곤 프로듀서/前 CJ ENM E&M 부문 프로듀서/前 KBS 드라마본부 프로듀서

- 최규식 - 키이스트 드라마제작본부 PD/前 CJ ENM E&M 부문 tvN 프로듀서/前 SBS 예능본부 프로듀서/前 MBC 드라마본부 프로듀서
- 김헌주 - SM C&C 프로듀서/前 CJ E&M 프로듀서

- 박준수 - YG엔터테인먼트 프로듀서/前 Mnet 프로듀서
- 이상윤 - YG엔터테인먼트 프로듀서/前 CJ ENM E&M 부문 Mnet 프로듀서, 팀장

- 송현욱 - 스튜디오앤뉴 프로듀서 /前  tvN 프로듀서/前 KBS 프로듀서

- 고익조 - 스튜디오 화이트 대표/前 YG엔터테인먼트 프로듀서/前 Mnet 프로듀서, 팀장
- 김나연 - 스튜디오 화이트 프로듀서/前 CJ ENM E&M 부문 Mnet 프로듀서
- 박상현 - 스튜디오 화이트 프로듀서/前 CJ ENM E&M 부문 Mnet 프로듀서
- 하정원 - 스튜디오 화이트 프로듀서/前 CJ ENM E&M 부문 Mnet 프로듀서
- 김연우 - 스튜디오 화이트 프로듀서/前 CJ ENM E&M 부문 Mnet 프로듀서
- 이소희 - 스튜디오 화이트 프로듀서/前 CJ ENM E&M 부문 Mnet 프로듀서

### 제작사
- 권성욱 - 에이스토리 PD/前 CJ ENM E&M 부문 tvN본부 프로듀서
- 김민 - 에이스토리 프로듀서/前 SBS 예능본부 프로듀서/前 tvN 프로듀서
- 오원택 - 에이스토리 제작 2본부 총괄 PD/前 CJ ENM E&M 부문 프로듀서
- 유성모 - 에이스토리 PD/前 YG엔터테인먼트 프로듀서/前 tvN 프로듀서

- 김도형 - 스튜디오 디스커버리 PD/前 CJ ENM 프로듀서
- 김영화 - 스튜디오 디스커버리 PD/前 CJ ENM E&M 부문 프로듀서/前 Olive 프로듀서/前 XTM 프로듀서
- 서승환 - 스튜디오 디스커버리 PD/前 SBS Plus 프로듀서
- 이준석 - 스튜디오 디스커버리 PD/前 CJ ENM E&M 부문 프로듀서/前 On Style 프로듀서
- 하정석 - 스튜디오 디스커버리 PD/前 딩코푸드 총괄PD/前 CJ ENM 프로듀서

- 고민구 - 스튜디오 모닥 프로듀서/前 CJ ENM E&M 부문 tvN 제작사업부장/前 CJ ENM E&M 부문 프로듀서/前 KBS 예능본부 프로듀서
- 정효민 - 스튜디오 모닥 프로듀서/前 CJ ENM E&M 부문 프로듀서/前 JTBC 프로듀서/前 SBS 예능본부 프로듀서
- 이은경 - 스튜디오 모닥 프로듀서/前 CJ ENM E&M 부문 tvN PD
- 이소민 - 스튜디오 모닥 프로듀서/前 CJ ENM E&M 부문 tvN PD
- 황윤서 - 스튜디오 모닥 프로듀서/前 CJ ENM E&M 부문 tvN PD
- 김인식 - 스튜디오 모닥 프로듀서/前 CJ ENM E&M 부문 tvN PD

- 문태주 - skyTV 프로듀서/前 CJ ENM E&M 부문 tvN PD
- 박종훈 - skyTV 프로듀서/前 CJ ENM E&M 부문 tvN PD/前 IHQ 프로듀서/前 tvN 프로듀서

- 박현우 - LG헬로비전 제작총괄 PD/前 CJ ENM E&M 부문 tvN PD/前 Story on 프로듀서
- 신정수 - LG유플러스 프로듀서/前 CJ ENM E&M 부문 Mnet 사업부장 겸 기획제작국장/前 프로듀서/前 남색화염오락문화유한공사 프로듀서/前 MBC 예능본부 프로듀서
- 박상준 - LG유플러스 프로듀서/前 CJ ENM E&M 부문 Mnet 프로듀서/前 tvN 프로듀서

- 신유선 - MBC MUSIC 프로듀서/前 MBC플러스미디어 프로듀서/前 Mnet 프로듀서
- 정환석 - MBC 드라마넷 프로듀서/前 CJ ENM 예능1CP
- 김정범 - MBC플러스 프로듀서/前 CJ E&M Mnet 프로듀서

- 신천지 - 컴퍼니상상 프로듀서/前 Mnet 프로듀서

- 계인선 - CIC미디어 프로듀서/前 투니버스 프로듀서
- 심정희 - CIC미디어 프로듀서/前 투니버스 프로듀서

- 송창의 - 코엔미디어 제작본부 대표

- 안제민 - 샌드박스네트워크 프로듀서/前 CJ ENM E&M 부문 프로듀서

- 옥지성 - (주)스튜디오 지스타 대표 / 前 CJ ENM E&M 부문 tvN 기획제작CP

- 오관진 - 주식회사 버스정류장 대표/前 JTBC4 총괄 CP 및 JTBC Studios(스튜디오 룰루랄라) 제작팀장/前 JTBC4 CP/前 CJ ENM E&M 부문 프로듀서

- 유치콕 - 메이크어스 딩고 스튜디오 프로듀서/前 CJ ENM 프로듀서
- 최재윤 - 메이크어스 딩고 스튜디오 이사/前 Mnet America 제작편성총괄/前 Mnet 프로듀서

- 이덕재 - 포디리플레이 COO/前 CJ ENM 미국사업담당/前 CJ ENM 미디어콘텐츠부문장/前 CJ ENM 방송콘텐츠부문장/前 tvN 본부장/前 tvN 국장

- 이상훈 - 라이엇게임즈코리아 프로듀서 / 前 카카오M 프로듀서 / 前 CJ ENM E&M 부문 프로듀서

- 이준호 - SBS미디어넷 제작 PD. 프로듀서/前 CJ ENM 부문 tvN본부 프로듀서/前 Story On 프로듀서/前 Olive 프로듀서/前 CJ미디어 tvN 프로듀서

- 이재문 - 히든시퀀스 대표 프로듀서/前 CJ ENM 드라마기획 프로듀서/前 MBC 플러스미디어 프로듀서

- 이영균 - 오리온 상무이사/前 CJ ENM(구 온미디어) 홍보실장

- 민진기 - 이미지나인컴즈 프로듀서/前CJ ENM E&M 부문 tvN 프로듀서

- 한상재 - KT스튜디오 지니 프로듀서/前CJ ENM E&M 부문 프로듀서/前 tvN 프로듀서

- 김지욱 - 메리고라운드 컴퍼니 프로듀서/前 SM C&C 프로듀서/前 CJ E&M 책임프로듀서/前 QTV 제작팀 팀장
- 임우식 - 메리고라운드 컴퍼니 프로듀서/前 딩고 스튜디오 총괄 프로듀서/前 CJ E&M 프로듀서

- 안상휘 - 씨피 엔터테인먼트 프로듀서/前 에이스토리 제작2본부 본부장 겸 예능·드라마 총괄 임원/前 CJ ENM E&M 부문 tvN CP/前 CJ 미디어 tvN CP

- 장영우 - 쇼러너스 대표이사/前 스튜디오드래곤 프로듀서/前 CJ ENM E&M 부문 프로듀서/前 MBC 프로듀서
- 김희원 - 쇼러너스 프로듀서/前 CJ ENM E&M 부문 프로듀서/前 MBC 예능본부 프로듀서/前 매일방송 MBN 프로듀서

- 이태경 - 제작사 테오 프로듀서/前 CJ ENM E&M 부문 tvN 프로듀서
- 정종연 - 제작사 테오 프로듀서/前 CJ ENM E&M 부문 tvN 프로듀서/前 Mnet 프로듀서

- 김석현 - TME Group 예능부문 대표/프리랜서 프로듀서/前 Executive(안식년)/CJ ENM 예능교양) 예능제작3사업부장/前 CJ ENM 미디어) 디지털콘텐츠사업본부장/前 CJ ENM 미디어) 디지털콘텐츠사업부장(상무)/前 CJ ENM 기획제작국장/前 tvN 기획제작총괄 CP/前 tvN 기획제작1국장/前 tvN 예능국 프로듀서/前 KBS 예능본부 프로듀서

- 박홍균 - 스튜디오플렉스 프로듀서/前 스튜디오드래곤 프로듀서/前 CJ ENM E&M 부문 tvN 프로듀서/前 MBC 드라마본부 드라마해외제작부장

### 무직/프리랜서
- 강유미 - 前 투니버스 프로듀서
- 김무현 - 前 CJ E&M 프로듀서
- 임우식 - 前 CJ E&M 프로듀서
- 김성범 - 한국문화예술위원회 상임감사/前 제20대 대통령직인수위원회 대변인실 부대변인/前 CJ ENM tvN 교양제작팀 프로듀서/前 국회의원 비서관
- 김영규 - 前 스튜디오드래곤 공동대표이사 겸 제작1,2국장 겸 제작기획1CP장/前 스튜디오드래곤 4CP장/前 CJ ENM 1,4CP장/前 CJ ENM 제작PD/前 CJ미디어 제작PD/前 FEG코리아 기획제작PD/前 초록뱀미디어 기획제작PD
- 권익준 - 프리랜서 프로듀서/前 CJ ENM E&M 부문 중국지사 프로듀서/前 MBC 예능본부 부장
- 신동식 - 프리랜서 프로듀서/前 CJ ENM E&M 부문 투니버스 편성 기획 본부장/前 투니버스 제작팀 프로듀서/前 투니버스 제작팀 팀장/前 동아TV PD/前 SBS 작가
- 김정훈 - 프리랜서 프로듀서/前 TV조선 프로듀서/前 CJ E&M 제작PD
- 한동철 - 프리랜서 프로듀서/前 YG엔터테인먼트 프로듀서/前 Mnet 프로듀서
- 황형준 - 프리랜서 프로듀서/前 OGN 본부장/前 온게임넷 본부장/前 중화TV 본부장/ 前 이플레이온 본부장/ 前 온게임넷 국장/ 前 투니버스 프로듀서
- 황인영 - 프리랜서 프로듀서/前 TV CHOSUN 예능국장/前 CJ ENM E&M 부문 프로듀서/前 SBS 예능본부 프로듀서